# Anatoli Demidov

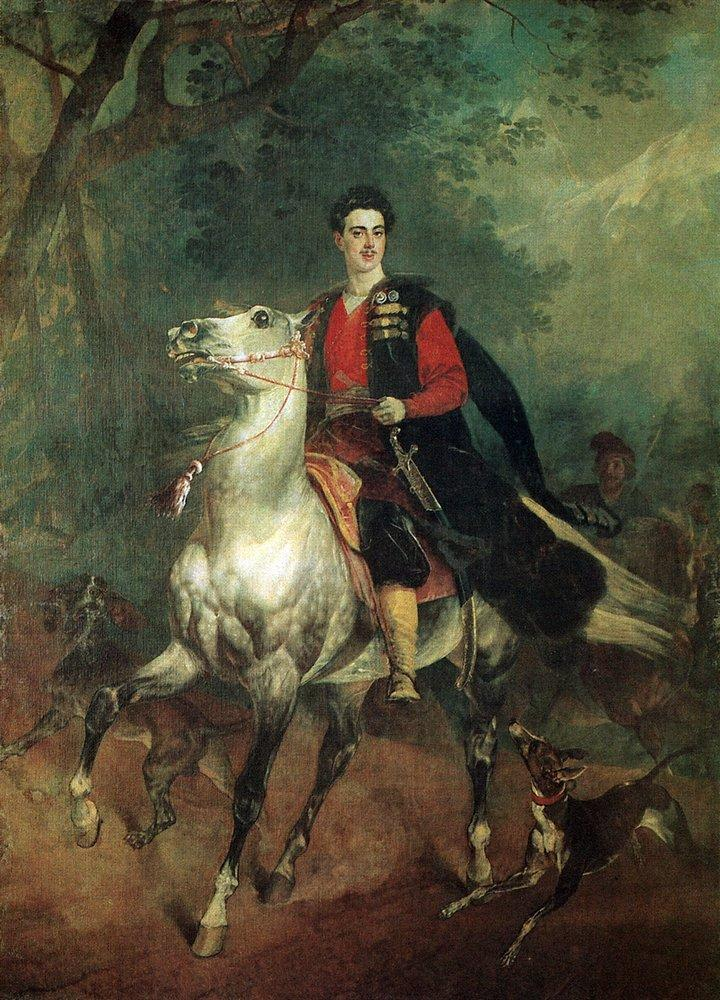
Anatoli Demidov door Karl Brulloff (1831)

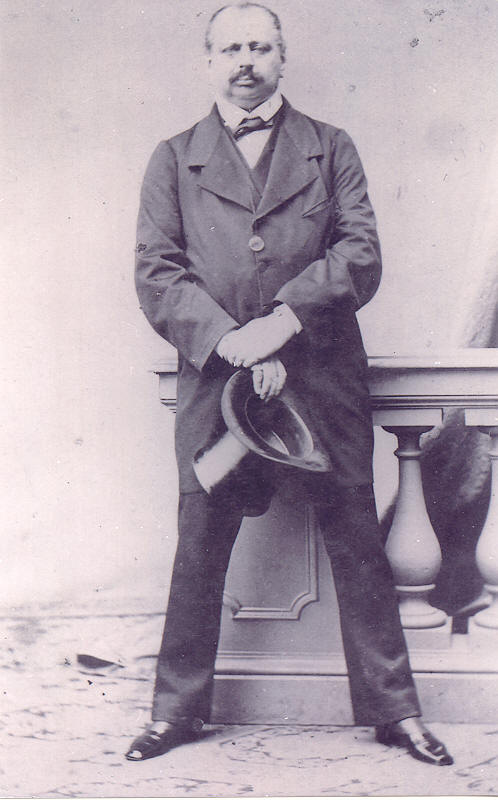
Demidov op oudere leeftijd

Anatoli Nikolajevitsj Demidov (Russisch: Анатолий Николаевич Демидов), ook in het Nederlands vaak met zijn Franse naam Anatole Demidoff aangeduid (Sint-Petersburg, 17 april 1812 - Parijs, 28 april 1870) was de jongste zoon van Nikolaj Demidov en eigenaar van 10 fabrieken en een aantal mijnen in de Oeral en Siberië, waar onder andere malachiet werd gedolven. Hij was een bekend reiziger en beschermheer van de kunst. 
Demidov groeide op en woonde vooral in Frankrijk. Hoewel zijn rijkdom zich vooral binnen Rusland bevond, kwam hij er slechts sporadisch op eis van de tsaar en beperkte hij zijn liefdadigheid vooral tot ziekenhuizen buiten Rusland. Met tsaar Nicolaas I had hij niet een geweldige relatie.
Toen hij eens een expeditie organiseerde naar Zuid-Rusland en de Krim, waaraan 22 Franse wetenschappers deelnamen en de indrukwekkende uitkomsten naar de tsaar zond, was deze in het geheel niet onder de indruk daarvan. Integendeel, de tsaar was geïrriteerd door het feit dat er slechts Franse en geen Russische wetenschappers hadden meegeholpen. In het Groothertogdom Toscane werd hij in 1837 verheven tot Prins van San Donato en trouwde hij met prinses Mathilde Bonaparte, dochter van Jérôme Bonaparte. Het huwelijk werd afgekeurd door zowel tsaar Nicolaas I (de oom van Mathilde) als de paus en werd uiteindelijk een grote mislukking. In 1847 scheidden ze weer (Mathilde verzocht daarom bij haar oom), nadat ze beiden al een andere geliefde hadden en Anatoli zich schuldig maakte aan psychische en fysieke mishandeling van haar. Hij kreeg geen kinderen en stierf op 57-jarige leeftijd.
Paul Karađorđević, regent van Joegoslavië van 1934 tot 1941, was Demidovs neef.